# Slädene församling
Slädene församling var en församling i Skara stift och i Vara kommun. Församlingen uppgick 2002 i Levene församling. 

## Administrativ historik
Församlingen har medeltida ursprung. 
Församlingen var under medeltiden i pastorat med Järpås församling som moderförsamling för att därefter till 2002 vara  annexförsamling i pastoratet Levene, Sparlösa, Long och Slädene. Församlingen uppgick 2002 i Levene församling.

## Kyrkor
- Slädene kyrka